# The Getaway (1972)
The Getaway (bra: Os Implacáveis; prt: Tiro de Escape) é filme estadunidense de 1972, dos gêneros policial, drama, ação e suspense, dirigido por Sam Peckinpah, com roteiro de Walter Hill baseado no livro homônimo de Jim Thompson. 
Foi refilmado em 1994, por Roger Donaldson.

## Sinopse
Carter "Doc" McCoy é um criminoso perigoso e cerebral, que cumpre pena numa isolada prisão do Texas. Ele envia sua esposa Carol para fazer um negócio com Jack Benyon, um corrupto empresário local. Benyon libertará Doc com a condição de que ele roube um banco com seus comparsas Rudy e Frank. Durante o assalto, um guarda é morto. Rudy mata Frank e aponta uma arma para Doc, mas este consegue escapar atirando.
Doc se encontra com Benyon para dividir o dinheiro, e na discussão que se segue Benyon é morto por Carol. Doc discute com Carol pois queria saber se ela dormira com Benyon. Furioso, ele segue com ela e o dinheiro para a fronteira, na cidade de El Paso, Texas. Doc passa a ser perseguido pela polícia, por Cully, o irmão de Jack Benion, e também por Rudy, que no caminho sequestra um veterinário, Harold, e sua jovem esposa Fran. Aqui há mais uma traição: Fran fica com o raptor, e durante a viagem humilha seu marido de todas as formas.

## Elenco principal
- Steve McQueen...Carter 'Doc' McCoy
- Ali MacGraw...Carol Ainsley McCoy
- Ben Johnson...Jack Beynon
- Al Lettieri...Rudy Butler
- Roy Jenson...Cully
- Richard Bright
- Jack Dodson...Harold Clinton
- Sally Struthers...Fran Clinton
- Slim Pickens...Cowboy
- Bo Hopkins...Frank Jackson
- Dub Taylor...Laughlin